# Monophoto
Die Monophoto-Filmsetzmaschine war ein Gerät zum Setzen von Schrift im Fotosatz. Das erste Modell namens „Filmsetter“ wurde 1955 aus der Monotype-Gießanlage für den maschinellen Bleisatz entwickelt. Die englischen Erfinder E. Kenneth Hunter und J.R.C. August konnten das Prinzip der Monotype nutzen, nachdem deren Patente abgelaufen waren.
Genau wie bei der früheren Monotype waren auch hier Eingabe- und Produktionsteil der Maschine voneinander getrennt. Der Filmsetter konnte den Eingabetaster der Bleisatzmaschine weiterverwenden, der entstehende Lochstreifen steuerte auch hier Herstellung des Satzes. Die Maschine erforderte weiterhin eine Maß-Umrechnung in das maschineneigene Set-System. Die einzelnen Matrizen der fertig gesetzten Zeile wurden nacheinander in der Belichtungskammer auf Film belichtet, eine Veränderung der Schriftgröße geschah mittels eines Prismensystems.
Deutlich umgestaltet wurde die Monophoto mit dem Modell 600. Jetzt konnte man mit Cicero-Maßen rechnen und das Umrechnen in Set-Einheiten entfiel. Der Taster hatte nun eine Leuchtskala, die den Raum bis zum Zeilenende anzeigte. Auch gab es einen Wortspeicher, so dass man Korrekturen noch vor der Perforation des Lochbandes vornehmen konnte. Die Filmsetzmaschine des Gerätes arbeitete nun nicht mehr mit Einzelmatrizen, sondern mit vier Schriftscheiben mit jeweils einhundert Matrizen. Blitzröhren belichteten den gewünschten Buchstaben, durch Prismen wurde der Lichtstrahl auf die richtige Stelle des Films gelenkt.